# Онгљу
Онгљу (фр. Anglure) насеље је и општина у североисточној Француској у региону Шампањ-Арден, у департману Марна која припада префектури Еперне.
По подацима из 2011. године у општини је живело 842 становника, а густина насељености је износила 104,6 становника/km². Општина се простире на површини од 8,05 km². Налази се на средњој надморској висини од 76 метара.

## Демографија
| 1962. | 1968. | 1975. | 1982. | 1990. | 1999. | 2011. |
| ----- | ----- | ----- | ----- | ----- | ----- | ----- |
| 643   | 700   | 785   | 834   | 855   | 862   | 842   |

График промене броја становника у току последњих година